# Hypena conscitalis
Espèce
Synonymes
- Hypena semilutea Snellen 1872
- Ophiuche conscitalis Walker, 1866
- Hypena strigatalis Saalmüller, 1880
- Xanthoptera semilutea Snellen, 1872[1]

Hypena conscitalis est une espèce de lépidoptères (papillons) de la famille des Erebidae.

## Répartition
Hypena conscitalis se rencontre en Afrique au sud du Sahara, du Sénégal jusqu'en Afrique du Sud, en Asie du Sud et Sud-Ouest, en Australie et Océanie, y compris certaines îles du Pacifique et de l'océan Indien.

## Description
L'envergure de ce papillon est d'environ 20-24 mm.
Ses chenilles se nourrissent de Fabaceae. Elles ont été rencontrées sur Desmodium intortum.